# Depolonizacja
Depolonizacja – działania w zakresie języka, kultury, własności zmierzające do zmniejszenia poczucia polskości, zaniku pamięci o polskim języku, korzeniach i tradycjach. Przeciwieństwo polonizacji.
Depolonizacja w XVIII/XIX wieku obejmowała celowe działania na terenie wszystkich 3 rozbiorów (zabór pruski, zabór austriacki, zabór rosyjski) Polski.
W XX wieku oraz współcześnie wątek depolonizacji jest żywy w odniesieniu do działań na terenie państw sąsiadujących z Polską (lituanizacja, białorutenizacja/rusyfikacja, ukrainizacja, czechizacja, słowakizacja, za czasów ZSRR sowietyzacja). Jest on przedmiotem wielu kontrowersji i dyskusji o zasięgu lokalnym i krajowym.